# Günter Mast
Günter Mast, tysk industrialist, född 4 juli 1926, död 28 februari 2011, var ledare för Mast-Jägermeister AG och president för Eintracht Braunschweig 1983-1985.
Günter Mast kom under 45 år att verka i bolaget och var den som gjorde märket spritt över hela världen. Hans driftighet ledde till exportframgångar med de första exportmarknaderna i Danmark, Benelux, Italien och Österrike under 1960-talet. Günter Mast var barnbarn till Wilhelm Mast och brorson till Curt Mast. 1952 började Günter Mast i familjebolaget som han själv aldrig ägde och var präglande figur innan han 1997 lämnade bolaget.
Günter Mast blev känd för sina PR- och reklamkampanjer. Under 1970-talet sponsrade Jägermeister fotbollslaget Eintracht Braunschweig och var bland annat först med tröjreklam i Bundesliga. Günter Mast som satsade stora pengar i klubben hade även planer på att döpa om laget till Jägermeister Braunschweig.